# Daniel Hünten
Daniel Hünten (getauft 3. September 1760 in Karden; † 1. April 1823 in Koblenz) war ein deutscher Komponist und Musiker.

## Leben und Werk
Daniel Hünten wurde am 3. September 1760 getauft, gemäß dem damaligen Brauch etwa ein bis drei Tage nach der Geburt. Seit 1784 bekam Hünten Engagement zuerst auf Probezeit und seit 1788 in Festanstellung als (letzter) Organist in der Hofkapelle des Kurfürsten Clemens Wenzeslaus von Sachsen in Koblenz.
In der sogenannten Franzosenzeit arbeitete er als Verwalter am Tribunal und betrieb von 1798 bis 1803 einen Lesesaal mit deutschen und französischen Zeitungen. Nebenbei gab er Orgel- und Gitarrenunterricht. 1803 wurde er, obwohl katholisch, Organist an der von den Franzosen 1802 genehmigten ersten protestantischen Kirche in Koblenz. Die Krönung seiner Karriere war die Ernennung zum Professor für Harmonie und Orgelspiel an der 1808 wiedereröffneten Normalschule in Koblenz. Daniel Hünten unterrichtete den jungen Henri Herz, der später seinen Sohn Franz in Paris unterstützte, und auch Franz Gretscher.
Hünten komponierte vor allem Orgelsonaten, Fughetten und Kirchenlieder. Beinahe alle seine Kompositionen sind, bis auf einen dreistimmigen Satz des Adventsliedes Tauet, Himmel, den Gerechten, verloren gegangen.

## Familie
Über den Vater Johann Jacob Hünten (1724–1806) und die aus Kastellaun stammende Mutter Margareta Helene Ody (1730–1782), die ihr ganzes Leben in Karden verbrachten, ist nichts Näheres bekannt. Der Großvater Andreas Hünten (1696–1766) war Synodalis (Schöffe) in Karden. Am 8. Januar 1786 heiratete Daniel Hünten Anna Gertrud Weller (* 3. April 1750 in Koblenz; † 8. März 1816 in Koblenz). Aus der Ehe gingen zehn Kinder (vier Töchter und sechs Söhne) hervor.
Von seinen Kindern widmeten sich die Söhne Wilhelm, Franz und Peter-Ernst der Musik. Wilhelm (* 23. April 1791 in Koblenz; † 1858/1863) war Klavierlehrer und Komponist in Koblenz. Franz (* 26. Dezember 1792 in Koblenz; † 22. Februar 1878 in Koblenz) wirkte als Musiker (Klaviervirtuose) und Modekomponist für Klavier und Gitarre in Koblenz. Der jüngste Sohn Peter-Ernst Hünten (* 1799/1803 in Koblenz) war Klavier- und Gitarrenlehrer in Koblenz und Duisburg, komponierte auch für Klavier, Gitarre und Flöte.
Franz’ Sohn war Maler Emil Hünten. Aus der Ehe der Tochter Katharina Wilhelmina Hünten (* 6. August 1789 in Koblenz) mit Jacob Dienz stammte der Koblenzer Landschaftsmaler Daniel Dienz (1813–1888).